# Боска (Сондрио)
Боска је насеље у Италији у округу Сондрио, региону Ломбардија.
Према процени из 2011. у насељу је живело 8 становника. Насеље се налази на надморској висини од 836 м.